# Фінал кубка Англії з футболу 1934
Фінал кубка Англії з футболу 1934 — 59-й фінал найстарішого футбольного кубка у світі. Учасниками фіналу були «Манчестер Сіті» і «Портсмут». Володарем кубкового трофею став «Манчестер Сіті».

## Шлях до фіналу
| «Манчестер Сіті»  | «Манчестер Сіті» | «Манчестер Сіті»                        | Раунд           | «Портсмут»          | «Портсмут» | «Портсмут»                              |
| ----------------- | ---------------- | --------------------------------------- | --------------- | ------------------- | ---------- | --------------------------------------- |
| Суперник          | Результат        | Матчі                                   |                 | Суперник            | Результат  | Матчі                                   |
| «Блекберн Роверз» | 3—1              | 3—1 вдома                               | Третій раунд    | «Манчестер Юнайтед» | 5—2        | 1—1 на виїзді, 4—1 вдома (перегравання) |
| «Галл Сіті»       | 6—3              | 2—2 на виїзді, 4—1 вдома (перегравання) | Четвертий раунд | «Грімсбі Таун»      | 2—0        | 2—0 вдома                               |
| «Шеффілд Венсдей» | 4—2              | 2—2 на виїзді, 2—0 вдома (перегравання) | П'ятий раунд    | «Свонсі Сіті»       | 1—0        | 1—0 на виїзді                           |
| «Сток Сіті»       | 1—0              | 1—0 вдома                               | Шостий раунд    | «Болтон Вондерерз»  | 3—0        | 3—0 на виїзді                           |
| «Астон Вілла»     | 6—1              | 6—1 на нейтральному полі                | 1/2 фіналу      | «Лестер Сіті»       | 4—1        | 4—1 на нейтральному полі                |

## Матч
| 28 квітня 1934 |

| Манчестер Сіті  | 2:1      | Портсмут      |
| --------------- | -------- | ------------- |
| Тілсон 74', 88' | Протокол | Ратерфорд 28' |

| Вемблі, Лондон Глядачів: 93 258 Арбітр: Стенлі Роуз |

|  |  |

|                  |  |               |  |
|                  |  |               |  |
| В                |  | Френк Свіфт   |  |
| З                |  | Біллі Дейл    |  |
| З                |  | Лорі Барнетт  |  |
| ПЗ               |  | Джекі Брей    |  |
| ПЗ               |  | Сем Кауан (к) |  |
| ПЗ               |  | Метт Басбі    |  |
| Н                |  | Фред Тілсон   |  |
| Н                |  | Ерік Брук     |  |
| Н                |  | Алек Герд     |  |
| Н                |  | Боббі Маршалл |  |
| Н                |  | Ерні Тоусленд |  |
| Головний тренер: |  |               |  |
| Вілф Вайлд       |  |               |  |

|                  |  |                    |  |
|                  |  |                    |  |
| В                |  | Джок Гілфіллан     |  |
| З                |  | Біллі Сміт         |  |
| З                |  | Алек Макі          |  |
| ПЗ               |  | Девід Текерей      |  |
| ПЗ               |  | Джиммі Аллен       |  |
| ПЗ               |  | Джиммі Нічол       |  |
| Н                |  | Септімус Ратерфорд |  |
| Н                |  | Джиммі Іссон       |  |
| Н                |  | Джек Веддл         |  |
| Н                |  | Джек Сміт          |  |
| Н                |  | Фред Воррол        |  |
| Головний тренер: |  |                    |  |
| Джек Тінн        |  |                    |  |